# Pavel Kábrt (kreacionista)
Pavel Kábrt (22. března 1949, Praha – 14. září 2021, Praha) byl český kreacionista a křesťanský aktivista. Je autorem antidarwinistických publikací, ve svých veřejných přednáškách se zabýval tematikou kreace-evoluce. Český klub skeptiků Sisyfos mu v roce 2010 udělil cenu Bludný balvan „za dlouholetou propagaci vědeckého kreacionismu“.

## Biografie
Vystudoval Střední průmyslovou školu elektrotechnickou. Zde mu spolužák řekl o vědeckých důkazech existence stvořitele, Boha, a argumentech proti evoluční teorii. Začal se tímto tématem hlouběji zabývat a přes 50 let se věnoval kreacionismu.
Byl členem CRS – Creation Research Society (Sustaining member) v USA. Kromě publikační činnosti (např. kniha Jak se nezbláznit : 33 omylů rozšířených dnes mezi lidmi) od roku 1988 přednášel na mnoha místech včetně vysokých a středních škol a veřejnosti. Během přednášek předkládal důkazy o tom, že evoluční teorie je největší omyl v dějinách vědy, včetně vlastního darwinismu či neodarwinismu. Používal materiály od kreacionistických organizací CRS (Creation Research Society), CMI (Creation Ministries International), ICR (Institute for Creation Research), AiG (Answers in Genesis), ID (Intelligent Design), W&W (Wort und Wissen) a dalších. Podílel se na organizaci první kreacionistické konference v Česku, která se pod názvem „Darwin and Design“ konala v říjnu 2005 v Kongresovém centru v Praze a jejímž hlavním organizátorem byl americký biochemik Charles Thaxton, autor knihy Tajemství vzniku života.
Byl redaktorem webu kreacionismus.cz (do dubna 2018, poté převzal tuto činnost a celý provoz webu Pavel Akrman), kde vedl diskuze a prezentoval nejnovější důkazy o zhoubnosti a nevědeckosti darwinistického a evolucionistického mýtu (z kreacionistického pohledu). Podle Jiřího Heřta z Českého klubu skeptiků Sisyfos patřil mezi nejaktivnější vědecké kreacionisty.

## Dílo
- Jak se nezbláznit : aneb Čemu se dnes věří. Frýdek-Místek : Michael s.a., 2004. ISBN 80-239-9996-6.

## Ocenění
- 2010 – stříbrný Bludný balvan „za dlouholetou propagaci vědeckého kreacionismu“ udělil Český klub skeptiků Sisyfos